# Jan Rubens

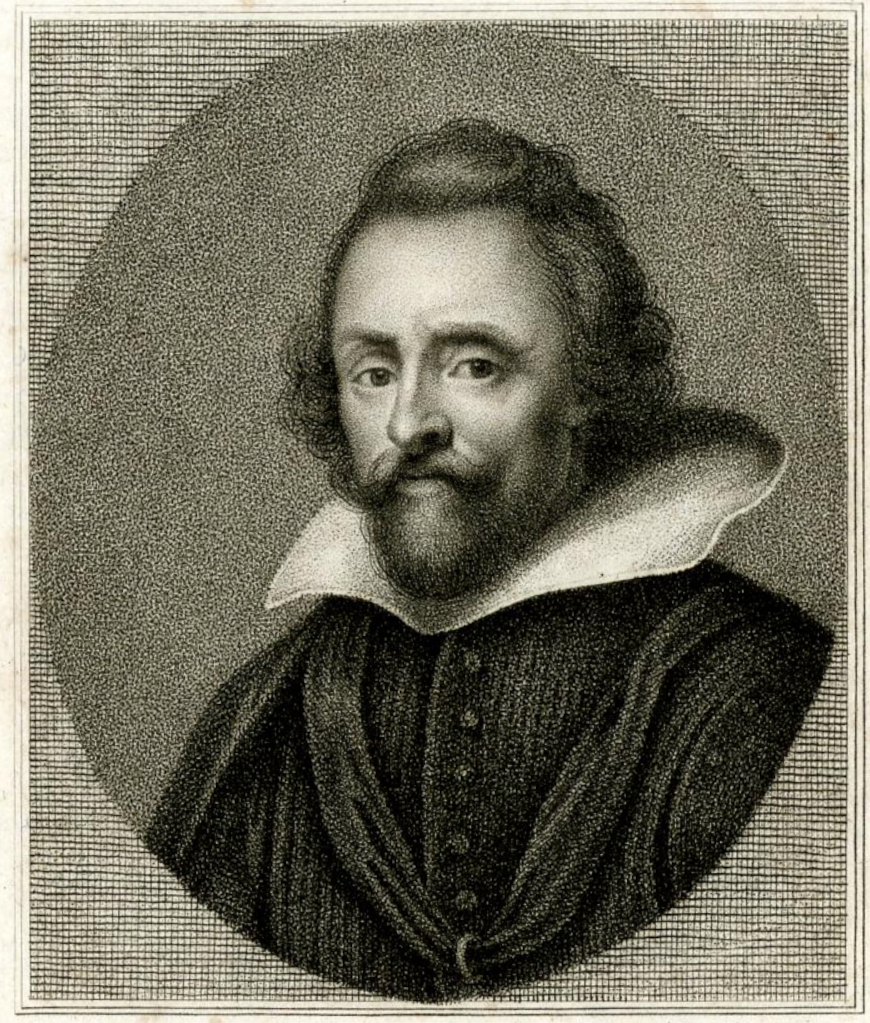
Porträt von Jan Rubens von Ignatius Joseph van den Berghe nach einem Entwurf von Peter Paul Rubens

Jan Rubens (* 13. März 1530 in Antwerpen; † 1. März 1587 in Köln) war Schöffe und Ratsherr in Antwerpen. Nach seiner Flucht vor dem Blutrat ließ er sich 1568 zunächst als freier Anwalt in Köln nieder, wo er auch Anna von Sachsen, die zweite Frau von Wilhelm von Oranien, beriet.
Wegen einer Affäre mit Anna wurde Jan Rubens von 1571 bis 1573 in Dillenburg inhaftiert. Danach lebte er in Siegen und ab 1578 wieder in Köln. Rubens gilt als der Vater von Christine von Diez, der 1571 in Siegen geborenen Tochter der Anna von Sachsen.
Am bekanntesten wurde er als Vater des 1577 ebenfalls in Siegen geborenen berühmten Malers Peter Paul Rubens.  

## Eltern und Kindheit

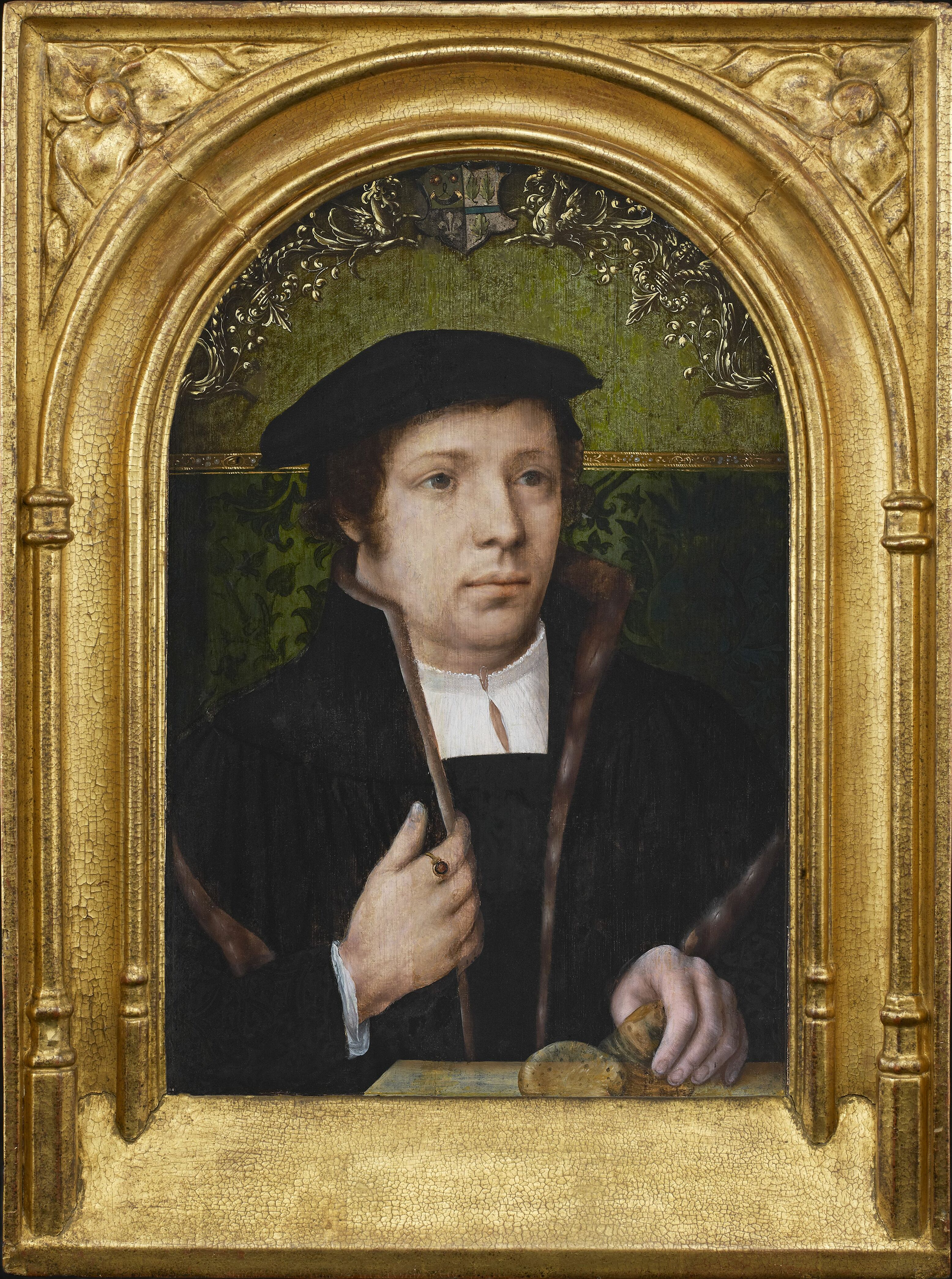
Bartholomäus Rubens. Gemälde von Jacob van Utrecht

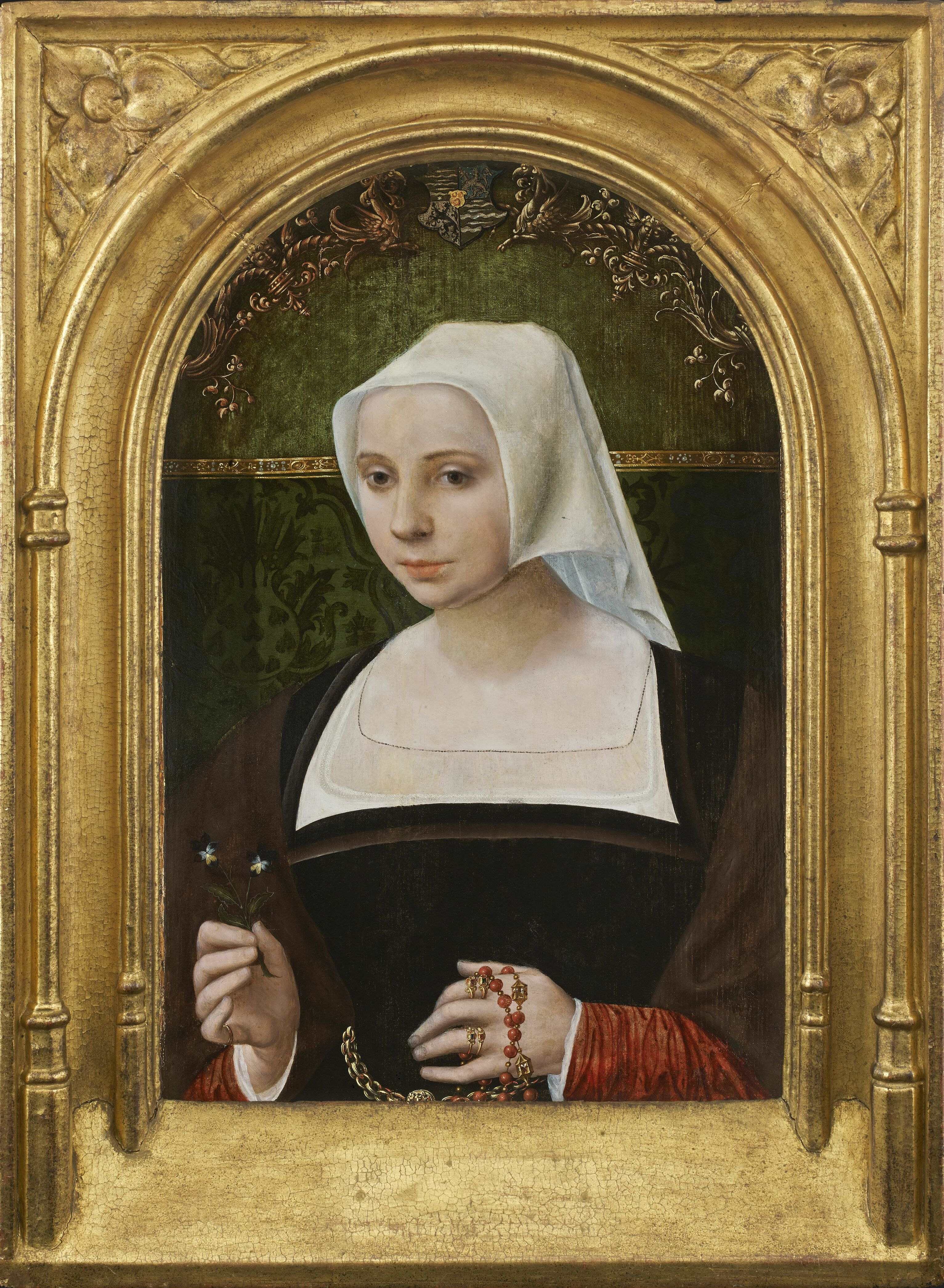
Barbara Arents. Gemälde von Jacob van Utrecht

Die Eltern von Jan Rubens heirateten 1529. Beide gehörten dem wohlhabenden und selbstbewussten städtischen Patriziat der Großstadt Antwerpen an, die damals mit rund 100.000 Einwohnern dreimal so groß wie Köln und zehnmal so groß wie Hamburg war. Die Familie seines Vaters Bartholomäus (1501–1538) hatte sich vom Fell- und Lederhandel hochgearbeitet in den profitablen Bereich der Arzneien und Gewürze. Bartholomäus durfte sich offiziell „Apotheker“ nennen. Jans Mutter Barbara geb. Arents gen. Spieringk (1503–unbekannt) entstammte ebenfalls einer vornehmen Familie der städtischen Oberschicht.
Beide Eltern wurden vom bedeutenden Maler Jacob Claesz. van Utrecht porträtiert.
Jan Rubens war das einzige Kind dieser Ehe, da Bartholomäus 1538 überraschend starb. Die noch junge und attraktive Barbara heiratete erneut. Ihr zweiter Mann, der verwitwete Gewürzhändler und Drogist Jan de Landmeter, behandelte und förderte Jan wie seine eigenen Kinder.

## Studium, Heirat und Eintritt in den Stadtrat
Offenbar war der junge Jan Rubens ehrgeizig und lernbegierig, denn die Eltern ermöglichten ihm ein Studium an den renommierten Universitäten Löwen bei Brüssel sowie in Pavia und Rom. Mit nur 20 Jahren wurde er in Rom zum Doktor der Rechte promoviert.
Danach unternahm Rubens ausgedehnte Reisen durch Europa, wo er intensiv mit den neuesten kulturellen und geistigen Trends seiner Zeit in Berührung kam: dem Humanismus, der Freiheit und der Toleranz.

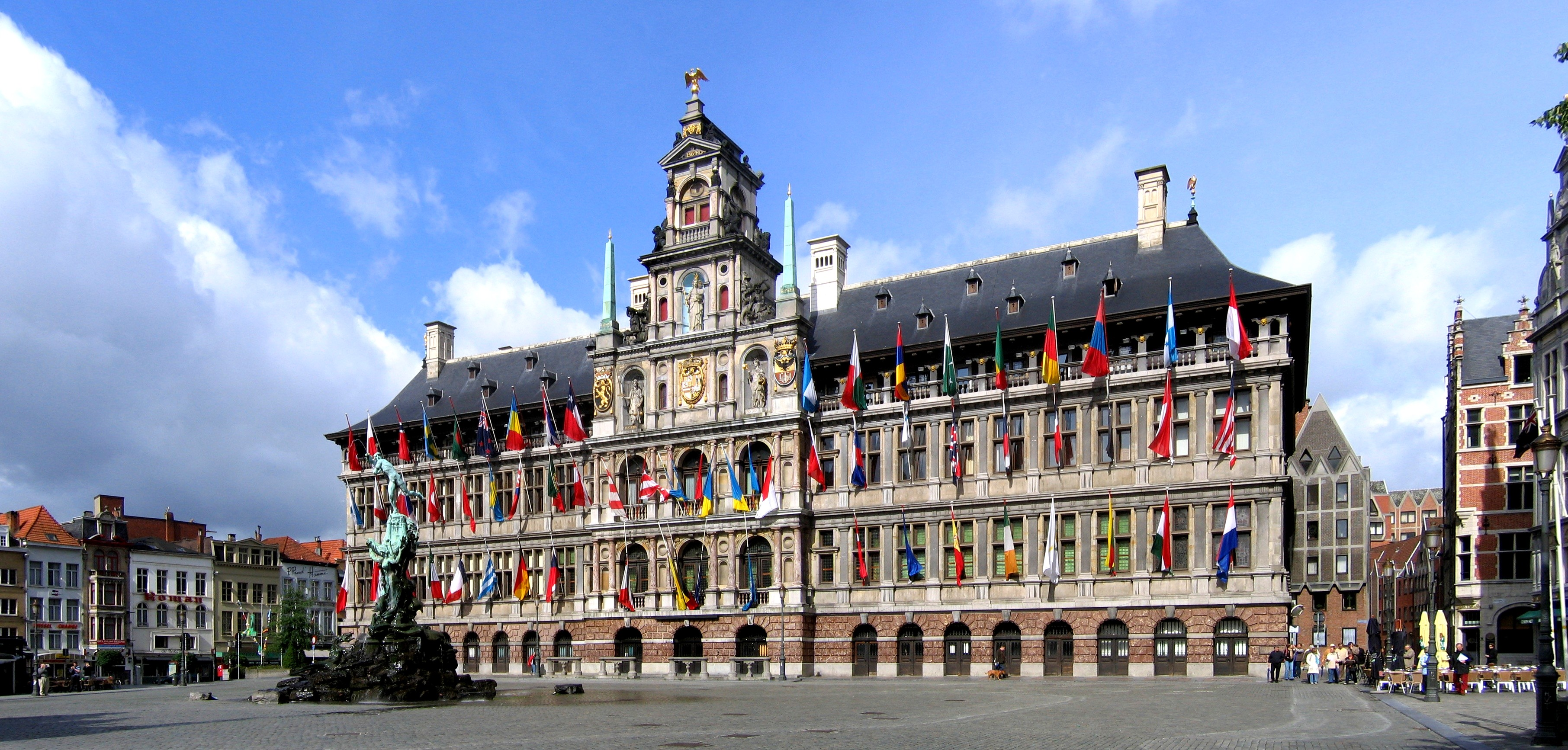
Rathaus von Antwerpen.

Zurückgekehrt nach Antwerpen, machte der multilinguale, mit einer hochklassigen Ausbildung versehene Jurist zügig Karriere. Am 7. Mai 1562, mit nur 32 Jahren, wurde Jan Rubens zum Ratsherrn und Schöffen ernannt. Damit war er wahrscheinlich jüngstes Mitglied des Stadtrates, der aus zwei Bürgermeistern und 16 Schöffen bestand.
Rubens muss also nicht nur über eine außergewöhnliche Intelligenz und Redegewandtheit verfügt haben, sondern der absoluten Oberschicht der Metropole Antwerpen angehört haben. Dafür spricht auch, dass sein Halbbruder Philip de Lantmeter bereits seit 1579 ebenfalls Schöffe war.
Im November 1561 hatte Jan die 23-jährige Maria Pypelinckx geheiratet, die ebenfalls einer angesehenen, mit Immobilienbesitz in den besten Antwerpener Lagen umfangreich begüterten Antwerpener Kaufmannsfamilie entstammte.

## Verfolgung und Flucht aus Antwerpen
Nichts schien das Glück der jungen Familie aufhalten zu können, die in fünf Jahren vier Mal Nachwuchs bekam. Doch in der Stadt, deren liberales, humanistisch gesinntes Bürgertum sich gegen religiöse Intoleranz und Zentralisierungsbestrebungen Philipps II. wehrte, brodelte es. Radikale kalvinistische Gruppen zerstörten im Bildersturm vom August 1566 in Antwerpen und anderen Städten sowie in vielen Klöstern von ihnen als Götzen bezeichnete Gemälde, Skulpturen und anderes wertvolles Inventar.

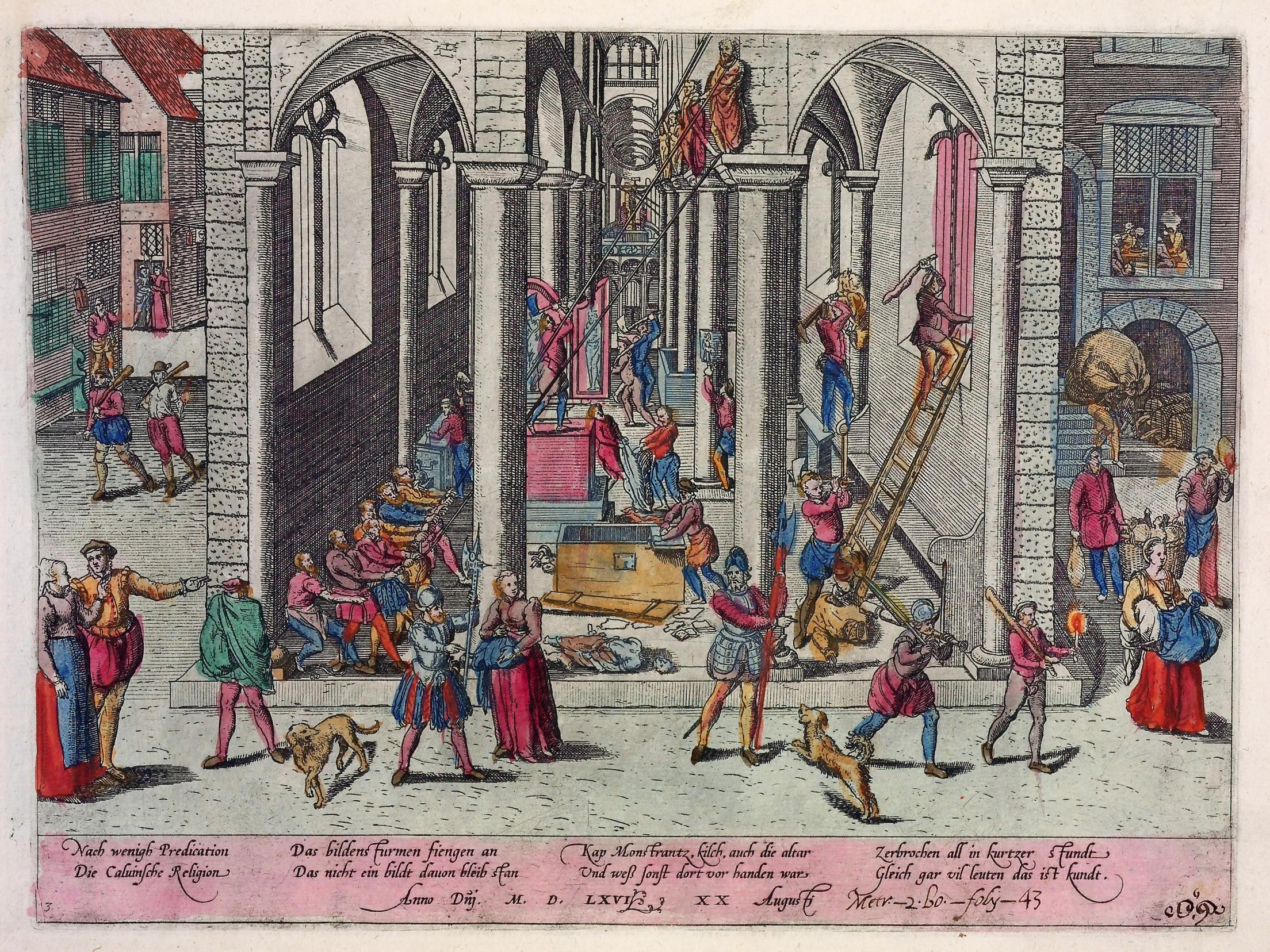
Bildersturm in Antwerpen am 20. August 1566. Kupferstich von Frans Hogenberg, 1588

Der Bildersturm als „Ausbruch des Volkszorns“ (Klaus Vetter) richtete sich nicht nur gegen die als Symbole der Unterdrückung und Ausbeutung angesehenen klerikalen Kunstschätze, sondern auch gegen die zur Durchsetzung der Inquisition befürchtete, bevorstehende Stationierung spanischer Truppen. Philipp II. hatte unmissverständlich angekündigt, sämtliche protestantische Richtungen physisch vernichten und die Niederlande ihrer Privilegien berauben zu wollen.
Die Atmosphäre im politischen Leben spitzte sich rasant zu. Spione der Spanier kartierten sämtliche Wohnviertel von Antwerpen auf das Genaueste und verfassten detaillierte Berichte über Bekenntnisse, Umgang und religiöse Gebräuche der Bewohner. Auch Jan Rubens geriet in ihren Fokus und ein Prozess gegen ihn wurde bereits vorbereitet, da er in den Verdacht geriet, in kalvinistischen Kreisen zu verkehren. Er verbringe viel Zeit im Haus der „reichen Kalvinistin“ Madame Inquefort, so protokollierten die Agenten des Herzogs Alba.
Im Mai 1568 wurde Rubens schon nicht mehr für den Stadtrat nominiert, der nach Ansicht der Spanier neben Kalvinisten zu einem weiteren Drittel „martinistisch“ sei, d. h. Anhänger von Martin Luther. Zudem kursierte das Gerücht, hinter einer Petition für die Aufrechterhaltung der Mitbestimmungsrechte der Antwerpener Bürger stünde auch Jan Rubens.
Im Sommer 1568, als sowohl sein Kollege und Freund Antoon van Stralen als auch die beiden Grafen Egmond und Hoorn vom Blutrat hingerichtet wurden, entschied sich die Familie Rubens gerade noch rechtzeitig, ihren Wohnsitz nach Deutschland zu verlegen. Am 1. Oktober 1568 brachen Jan Rubens und Maria Pypelinckx mit ihren Kindern nach Köln auf.
Ein Jahr zuvor waren ein weiterer Anführer der Adelsopposition, Wilhelm von Oranien, und dessen Frau Anna von Sachsen aus den Niederlanden nach Deutschland geflohen. Der Prinz von Oranien und Jan Rubens waren sich bei juristischen Anlässen bereits mehrmals begegnet.

## Köln: Begegnung mit Anna von Sachsen

Rinkenhof in Köln (Lithografie 1824 von Samuel Prout)

In Köln, das die Familie Rubens über mehrere Zwischenstationen wahrscheinlich um die Jahreswende 1568/69 erreichte, etablierte Jan sich schnell als erfolgreicher Anwalt und Vermögensverwalter. Insbesondere kümmerte er, jetzt „Herr von Rubens“ genannt, sich für die anderen Flüchtlinge um deren zurückgelassene und konfiszierte Vermögenswerte.
Seine bekannteste Klientin war Anna von Sachsen, die Prinzessin von Oranien, die im Oktober 1568 die Familie ihres Gatten Wilhelm von Oranien in Dillenburg verlassen hatte und seitdem ebenfalls in Köln wohnte. Ihr Mann versammelte zur selben Zeit in der Nähe von Bonn 20.000 Mann, die gegen den Herzog Alba aufbrachen, allerdings von den spanischen Elitetruppen binnen Kurzem aufgerieben wurden.
Anna spielte auch eine Rolle, als Jan Rubens sich gegen seine durch den Stadtrat drohende Ausweisung aus Köln verteidigte. Gern gesehen waren die vielen Flüchtlinge in der katholischen Stadt nämlich nicht. Sie brachten zwar Geld, aber auch Probleme, die man gerade von den Kalvinisten befürchtete. Herzog Alba hatte aus Brüssel schon einen unfreundlichen Brief geschrieben.
Rubens konnte aber argumentieren, dass er in Antwerpen in hohen Amtswürden war und weder angeklagt, noch verurteilt sei. Das geforderte Zeugnis seiner katholischen Gesinnung leistete er ebenfalls. Außerdem konnte er sich auf seine wichtige Tätigkeit als Berater der „durchlauchtigen, hochgeborenen Fürstin, der Prinzessin von Oranien“ berufen, die ihn auch mit der Sorge für ihre Kinder und ihr Gesinde betraut habe. Der niederländische Rechtsgelehrte durfte bleiben.
Unbeeindruckt von diesen Angelegenheiten mit den Kölner Behörden gingen die Geschäfte so gut, dass sich Rubens eine neue, größere Bleibe suchen konnte. Im August 1570 hielt er mit seiner Frau, seinen vier Kindern, zwei Dienern und zwei Mägden Einzug in den repräsentativen, aus mehreren Gebäudeflügeln und einem Wohnturm bestehenden Rinkenhof.
Mit der Familie Rubens zusammen zogen auch Anna von Sachsen und ihre zwei Kinder ein.
Die Beziehungen zwischen Jan und Anna, die in einem täglichen, zunächst dienstlich motivierten Austausch standen, wurden nun zunehmend auch persönlich und privat. Täglich sei der Jurist bei seiner Klientin zum Essen eingeladen gewesen. Dann sei es „aus purer Freundschaft“, wie Anna später beteuerte, zu „bedeutungsvollen Blicken“ und zu „Zeichen natürlicher Liebe“ gekommen. Jan habe sie auch küssen dürfen, wobei sie rot geworden sei.

## Tätigkeit als Rechtsberater für Anna von Sachsen

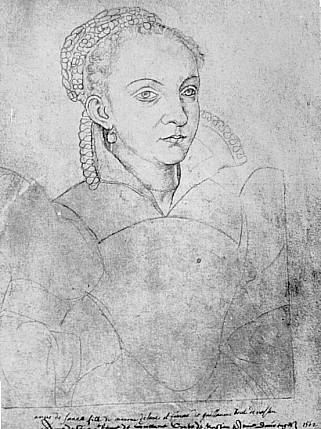
Anna von Sachsen (um 1562): Klientin und Geliebte des Jan Rubens. Kreidezeichnung von Jacques Le Boucq. Musée des Beaux-Arts, Arras

Rubens wurde in einer Situation von Anna engagiert, als ihre Bemühungen, entweder von Herzog Alba aus den Niederlanden oder von den Nassauern eine Leibrente bzw. eine vorzeitige Witwenversorgung zu erhalten, schon ins Leere gelaufen waren. Er war auch nicht Annas erster Rechtsberater. Für sie war schon Johann Betz aus Mecheln tätig gewesen, der ein beträchtliches Honorar kassiert, aber schon nach zwei Monaten aufgegeben hatte. Über die Höhe von Rubens’ Honorar ist nichts bekannt.
Unterdessen wurde die finanzielle Situation Annas immer prekärer, so dass Rubens sich auch um den Verkauf ihres Schmucks kümmerte. Anna musste dennoch im Sommer 1570 ihren eigenen Haushalt in Köln aufgeben und in die nassauische Residenz Schloss Siegen ziehen.
Während des Jahres 1570 unternahmen die Prinzessin von Oranien und „ihr Schatten“ Rubens nochmals viele Reisen, unter anderem nach Frankfurt, Bad Ems und Kassel. Auch von Köln aus besuchte Rubens die Prinzessin mehrmals auf Schloss Siegen – währenddessen seine Frau auf Annas Kinder aufpasste, die in Köln verblieben waren.
Zunehmend fiel der sehr enge Umgang des Paares auf. Um die Jahreswende 1570/71 fingen die Grafen von Nassau an, Briefe der beiden abzufangen.

## Gefangennahme, Geständnis und Internierung

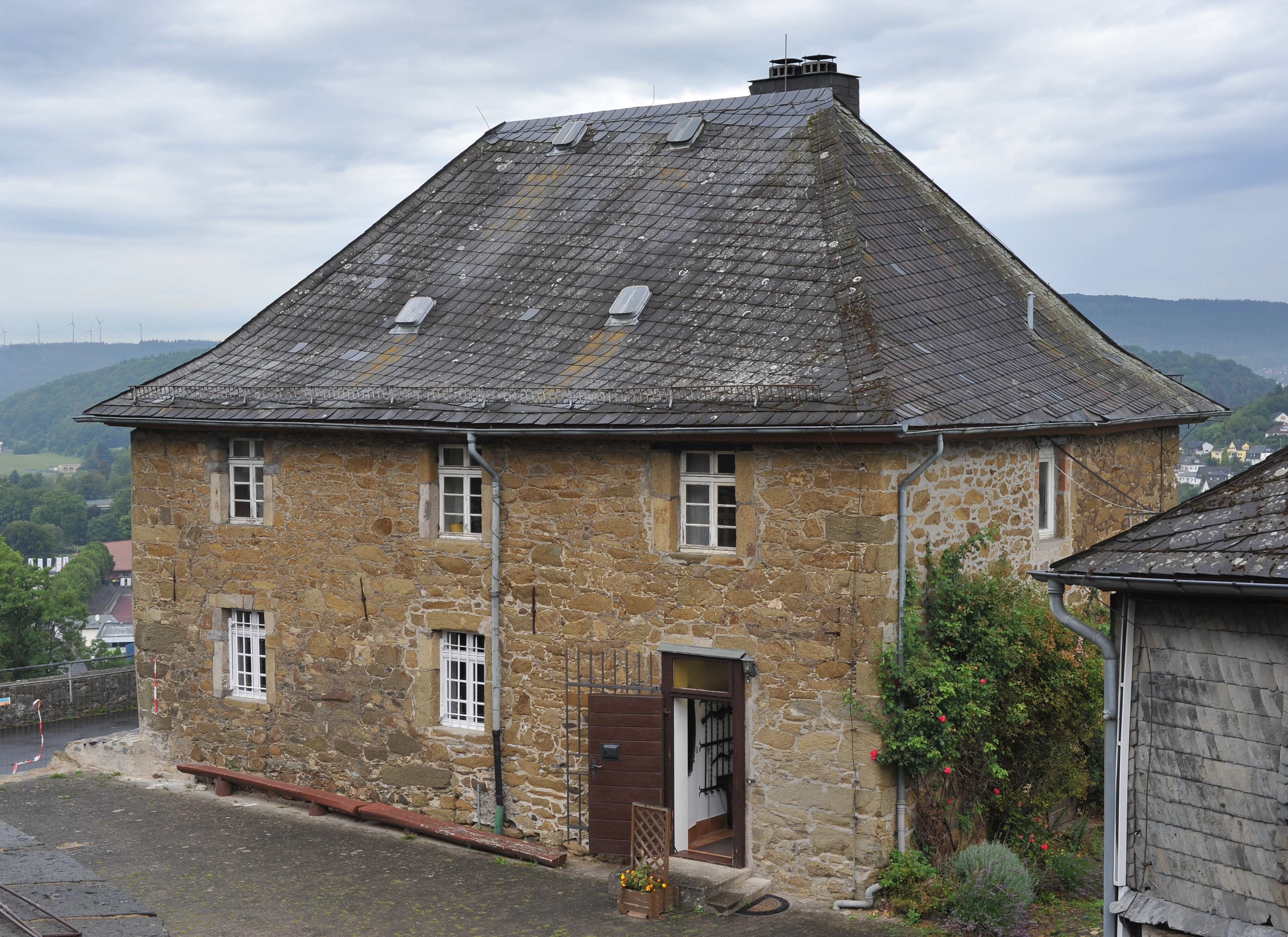
Stockhaus Dillenburg. Gefängnis für Jan Rubens

Schließlich wurde Jan Rubens um den 10. März 1571 herum, als er wieder auf dem Weg nach Siegen war, in der Nähe von Netphen vom örtlichen Schultheiß Johann Braunfels und einigen Begleitern mit den Worten vom Pferd gezogen:

„Du Schelm Du bist der Princessin Beischlaffer, gib Dich gefangen oder Du must sterben!“

Zunächst wurde Rubens auf das damals noch bestehende Schloss Liebenscheid im Westerwald gebracht, um nach wenigen Tagen nach Dillenburg verlegt zu werden.
Bei einem „scharfen Verhör“ gestand Rubens, eine sexuelle Beziehung mit Anna von Sachsen unterhalten zu haben. Einige Zeit später wiederholte er ein detailliertes Geständnis in der Anwesenheit hessischer und sächsischer Räte, das „Beilsteiner Protokoll“. Er und Anna hätten ca. 12 bis 14 mal Sex gehabt. Nur Aussagen über die genaue Art des körperlichen Beisammenseins („weidter Particulariteten“) verweigerte er und bat darum, dass ihm diese „beschemung“ erspart bleibt.
Die Prinzessin von Sachsen wünschte ihm für sein Geständnis den Strick an den Hals.
Anna wurde unter Hausarrest gestellt und Jan Rubens kam ins Gefängnis – und er konnte annehmen: für immer oder für sehr lange Zeit, wenn ihm nicht sogar Schlimmeres drohte. Denn Ehebruch galt in der damaligen Zeit als Kapitalverbrechen. Rubens selbst hatte während seiner Zeit als Gerichtsschöffe in Antwerpen in vielen vergleichbaren Fällen die Todesstrafe ausgesprochen.
Selbst eine kurze Haftzeit konnte damals zu schwersten körperlichen Schäden führen. Erst 1561 waren einer Frau, die wegen Inzucht im Siegener Gefängnis saß, beide Füße erfroren und die Zehen abgefallen.
Der Antwerpener Schöffe aber war abgesehen von einigen Tagen oder Wochen verschärfter Haft im berüchtigten „Kappeskeller“, einem dunklen Verlies, im sogenannten „Stockhaus“ untergebracht. In dem heute noch stehenden Gebäude am Fuße des Dillenburger Schlosses lebte er rund zwei Jahre in einer etwa 2,5 m mal 3,5 m großen und 2,2 m hohen Zelle. Seine Haftbedingungen waren vergleichsweise erträglich. Durch das Fenster des Raumes konnte Rubens zur Kirche und in die Stadt herab schauen. Genug Tageslicht zum Lesen und Schreiben war vorhanden und für die Abendstunden wurden ihm Kerzen zur Verfügung gestellt. Mehrmals berichtete Rubens seiner Frau, er sei „körperlich noch ganz in Ordnung“.
Bei Renovierungsarbeiten in den 1970er Jahren wurden in einem Raum des Stockhauses Wandmalereien entdeckt. Denkmalschützer und Heimatforscher halten es nach dem angenommenen Alter dieser Verzierungen für möglich, dass es der Vater des berühmten Malers Peter Paul Rubens war, der sich dort betätigte, zumal seine Frau in einem Brief seine künstlerischen Fähigkeiten erwähnte.

## Maria Pypelinckx
Maria Pypelinckx, „die wahre Heldin dieser Geschichte“ (so die US-Historikerin Ingrun Mann), machte sich von Köln auf den Weg nach Siegen und Dillenburg, sobald sie vom Schicksal ihres Mannes erfuhr.
Maria entfachte intensive Aktivitäten, um ihren Mann frei zu bekommen. Dazu gehörte neben beständigen schriftlichen Eingaben auch am 19. April 1571 ein Besuch bei Anna von Sachsen, die ihr Mann geschwängert hatte. Für die Prinzessin war dies „eine besonders schwere Stunde“ ihres Lebens. Anna schrieb später an den Grafen Johann, „die Hausfrau von Rubens“ habe sie sprechen wollen. Mit „beschämtem Angesicht und betrübtem Herzen“ habe sie Maria empfangen.
Voller Schuldgefühle war auch Jan Rubens. In seinen Briefen bat er Maria in tiefer Reue mehrfach um Entschuldigung. In einem der Briefe, hier gekürzt wiedergegeben, schrieb er:

„Uns trennt die Schuld, uns trennt die Tat, wir haben nur noch das Leid. Ich habe verspielt, bin verlustig der Gnad’. Erinnerung brennt beim Mondenschein, Schuld brennt in Ewigkeit. Verräters Wort ist ohne Wert, wir haben nur noch das Leid. Mein Gott, ich bin zu Recht entehrt! Die letzte Hoffnung gilt dem Schwert und der Barmherzigkeit. Dein unwürdiger Mann.“

Neben anderen Argumenten sind es nach Ansicht der Historikerin Ingrun Mann auch diese Briefe, welche die später von Annas Onkel, Landgraf Wilhelm IV. von Hessen, geschürten Zweifel daran ausräumen sollten, dass Jan Rubens tatsächlich der Liebhaber von Anna war. Nach Wilhelm IV. sei alles ein nassauisches Komplott gewesen und Rubens habe nur unter der Folter ausgesagt, was man von ihm hören wollte. Wilhelm und Annas sächsischer Onkel Kurfürst August hatten allerdings auch ein enormes finanzielles Interesse daran, den Ehebruch von Anna und Rubens in Frage zu stellen, denn da Wilhelm von Oranien 1575 wieder heiratete, wollten sie Annas Mitgift in Höhe von 100.000 Talern zurückfordern.
Die Briefe von Maria Pypelinckx an ihren Mann werden von Historikern zu den schönsten Frauenbriefen gerechnet. Sie sind voller Gefühlstiefe und Charakterstärke.
In einem Brief schrieb sie, ebenfalls gekürzt wiedergegeben:

„Ich hätte nicht geglaubt, daß Du an meiner Bereitwilligkeit, zu verzeihen, gezweifelt hast. Wie hätte ich so hart sein können, meine Vergebung zu verweigern, da Du in so großer Angst und Bangigkeit Dich befindest, aus welcher ich Dich gerne mit meinem eigenen Blut befreien möchte.
Wie könnte sich nach so lang dauernder Eintracht ein solcher Haß erzeugen, daß ich Dir nicht einen Fehltritt gegen mich vergeben sollte. Schreibe doch nicht mehr in Zukunft 'Dein unwürdiger Mann', denn es ist ja alles vergeben.
Möge Gott den Grafen von Nassau Mitleid in ihr Herz gießen, dass sie sich unsrer erbarmen und unsrer Not, sonst wird dein Tod auch der meinige sein. Mein Herz wird darüber brechen. Deine Frau.“

Welche Persönlichkeit Maria Pypelinckx darstellte, sieht man auch daran, dass sie offenbar Anna von Sachsen verzieh und an sie schrieb:

„Aus der Qual, die einst mein Herz durchkrallt in der Furcht des Hasses und der Sünde, führte mich still eine fremde Macht, eine stolze, Demut strahlende Gestalt. An der Hand des ernsten Engels finde ich die Kraft zum Trösten und zum Lieben; Tränen sind als sanfter Gruß geblieben für die Schwester in des Kerkers Nacht.“

Maria wollte auch Graf Johann treffen, um sich persönlich bei ihm für ihren Mann einzusetzen. Ob das Treffen zustande kam, weiß man nicht, aber auch andere drängten darauf, Rubens freizulassen. Eine Delegation von Annas Verwandten aus Sachsen und Hessen forderte „eine scharfe Behandlung“ der Prinzessin und die Freilassung des Rechtsgelehrten aus Köln – „um dem Gerede ein Ende zu machen“, denn die Affäre des Häftlings mit Anna von Sachsen war auch durch die nicht geheim zu haltende Festsetzung des Beschuldigten zum Tagesgespräch in Deutschland und darüber hinaus geworden.
Johann musste aber berichten, Wilhelm von Oranien habe seine Einwilligung nicht gegeben, weil er von den verschiedensten Orten und von „vornemen Leuten“ Schreiben erhalten habe, „darinnen vermelldt, das die begangene mißhandlung (Fehltritt) der fraw Prinzessin leider zu vil offenbahr worden, vnnd hochermellten herrn Printzen zu höchster verachtung gereichen würde, wo s. g. (wenn Seine Gnaden) zu erledigung (Entlassung) des gefangenen sich wurde bewegen lassen.“
Doch Maria ließ nicht nach in ihren Bemühungen. Unmöglich war es, ihren Mann in der Haft zu besuchen. Aber Rubens bat den Grafen Johann, dass seine Frau sich so weit dem Schloss nähern dürfe, dass er ihr vom Fenster seiner Gefängniszelle aus zuwinken könne.
Nach zwei Jahren änderten sich die Dinge.
Dazu trugen neben Marias Hartnäckigkeit auch folgende Faktoren bei:
Wilhelm von Oranien errang nach einigen katastrophalen Niederlagen, bei denen drei seiner vier Brüder ums Leben kamen, mit Unterstützung der Wassergeusen große Fortschritte beim Kampf um die Befreiung der Niederlande. Philipp II. musste Herzog Alba, Wilhelms Todfeind, entlassen. Daraufhin wurde der Prinz von Oranien auch milder gestimmt gegen Rubens.
Maria konnte eine Kaution in Höhe von 6000 Talern aufbringen, die von Nassau an sie jährlich mit 5 % zu verzinsen war. Als Sicherheit hierfür wurden ihr vertraglich die Einkünfte des Amtes Netphen bei Siegen zugesichert.
Und so kam Jan Rubens am Pfingstsonntag, dem 10. Mai 1573, frei. Er durfte mit seiner Familie nach Siegen ziehen und dort in Hausarrest gehen.

## Siegen

Die Oberstadt von Siegen mit dem Brambach-Haus in der rechten Bildmitte.

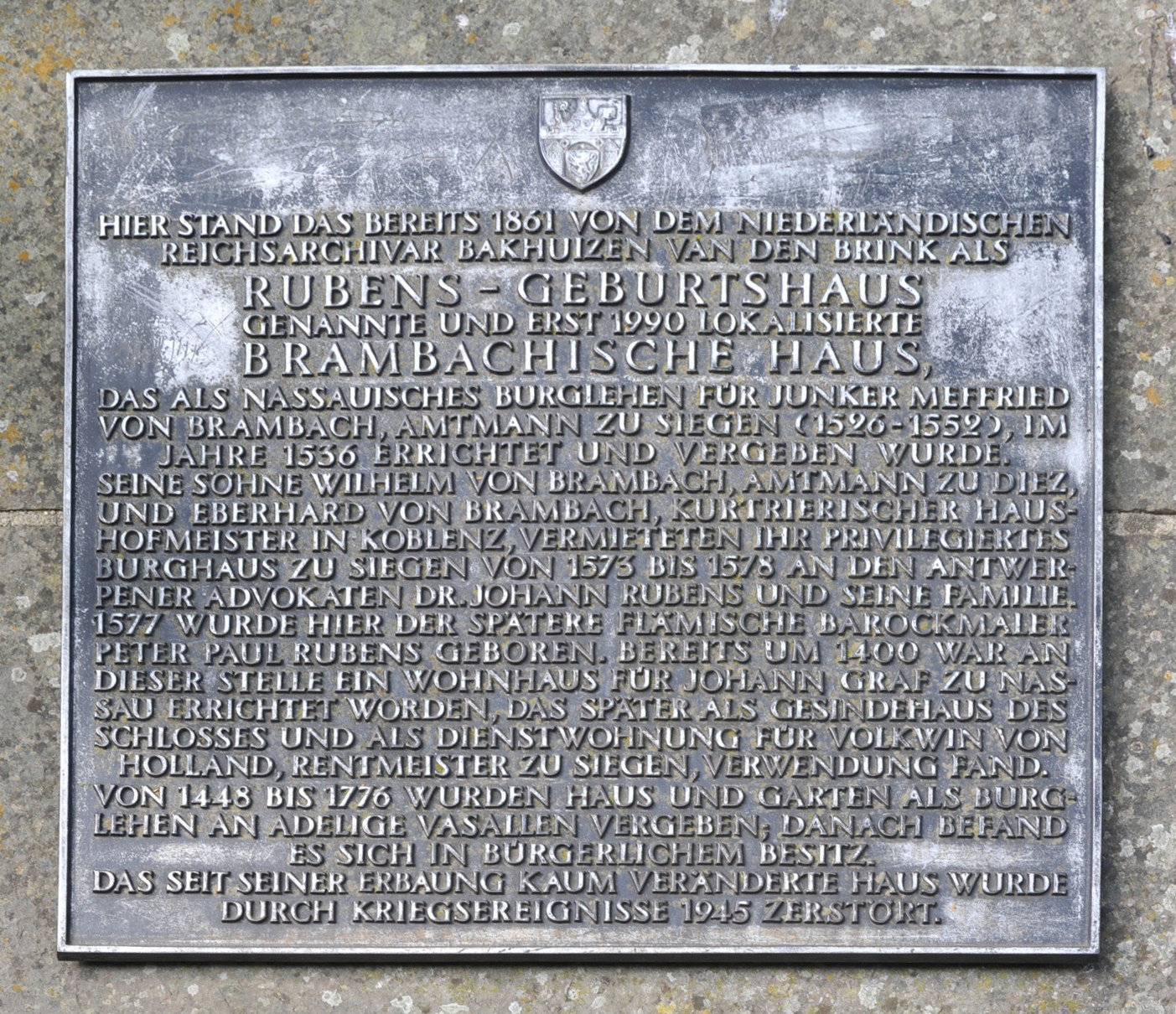
Gedenktafel an das Brambach Haus auf dem Gelände der Realschule Oberes Schloss Siegen.

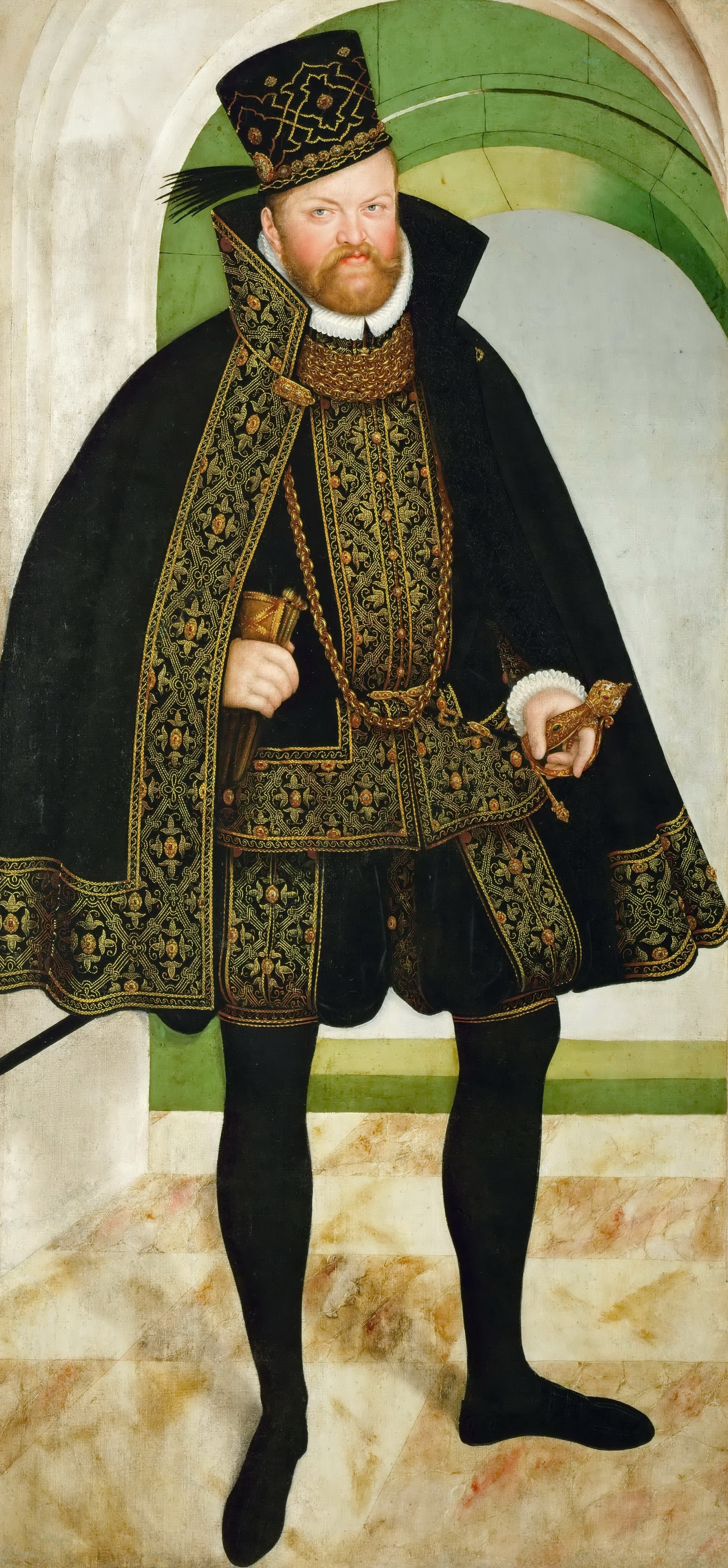
August von Sachsen wollte Jan Rubens entführen lassen.

Zunächst war eigentlich eine Bleibe in Herborn für die Rubens-Familie vorgesehen. Hier war im Haus des verstorbenen Schultheißen Friedrich von Muderspach Platz frei. Vorher waren dort bereits geflüchtete Niederländer untergebracht. Jedoch sträubte sich die Witwe von Muderspach beharrlich dagegen, einen „entlassenen Häftling“ mit dieser Vorgeschichte in ihrem Haus aufzunehmen, auch nicht gegen eine gute Miete.
Schließlich willigte Graf Johann ein, dass Rubens mit Frau und Kindern nach Siegen, „einer guten Stadt“ (Maria Pypelinckx) ziehen durfte, wohin Maria Rubens schon ihren in Köln aufgelösten Haushalt verbracht hatte.
Die Auflage für Jan Rubens war, so zu leben, „als ob er noch in gefencknus eingeschlossen were“, also unter striktem Hausarrest.
In Siegen fand sich ein im Besitz der nassauischen Beamtenfamilie von Brambach befindliches Haus in der Burgstraße. Das Gebäude stand nur rund 100 m unterhalb des Schlosses im Adelsviertel zwischen der Höhstraße und der Bickenerwende.
Es handelte sich um ein repräsentatives und geräumiges Haus mit eigenem Garten. Ursprünglich hatte das zuerst um 1400 erwähnte Gebäude dem Grafen Johann I. von Nassau als Wohnhaus gedient. Ab 1484 kam es als Lehen an die angesehenen Grafen von Hatzfeld und ab 1536 an die Brambachs. Diese rissen das Haus ab und errichteten es komplett neu. Im Dreißigjährigen Krieg geriet es schwer in Mitleidenschaft, wurde jedoch wieder instand gesetzt. Bei einem Bombenangriff im Februar 1945 wurde das Gebäude endgültig zerstört und nicht wieder aufgebaut. Heute gehört das Grundstück zur Realschule Oberes Schloss, der früheren Bergschule. Etwa an der Stelle, wo das Haus stand, wurde eine Gedenktafel errichtet.
Die Familie Rubens wohnte im Brambach-Haus von Mai 1573 bis Mai 1578. Zunächst hatte sie nur ein Zimmer gemietet. Im Laufe der Jahre kamen noch mehrere andere Räume hinzu, auch pachtete man noch Stall und Scheune sowie den Garten des Nachbarn an.
Dies war alles nur möglich durch Maria Pypelinckx, denn Rubens hatte Berufsverbot und war völlig auf seine Frau angewiesen. Aber Maria war die Tochter eines Antwerpener Händlers, und auch sie erwies sich in der schwierigen Lage für die Familie als außerordentlich tatkräftig und geschäftstüchtig.
Da man außer kleinen Geldzahlungen, die Maria aus den Niederlanden erhielt, und den oft nur verspätet und teilweise in Form von Naturalien ausgezahlten Zinsen auf die gestellte Kaution keine anderen Einnahmen hatte, importierte Maria Saatgut aus den Niederlanden und zog daraus Gemüse und Obst, die sie auf dem Markt verkaufte. Auch für die von Graf Johann geschickten Naturalien wie Schlachtvieh und Holz ließ sich etwas erlösen. Allerdings gab es in Siegen auch Bürger, die Maria boykottierten.
Andere Anstrengungen, die wachsende Familie zu ernähren, waren vergebens. So ließen sich trotz einer persönlichen Reise von Maria nach Antwerpen eine Erbschaft und Zahlungen für die nach wie vor im Besitz der Familie stehenden Gebäude offenbar nicht oder nur in geringem Umfang eintreiben.
Nicht nur die finanzielle Lage blieb angespannt. Das Anwesen Brambach stand unter ständiger Bewachung. Jan durfte zwar gelegentliche Spaziergänge unternehmen, auch außerhalb der Stadtmauern. Aber vor allem der dringend gewünschte Besuch des Gottesdienstes blieb ihm versagt. Und es kam auch vor, dass Jan von einem Siegener Bürger denunziert wurde, verbotenen gesellschaftlichen Umgang zu haben.
Aber im Herbst 1575 drohte Jan Rubens aus einer ganz anderen Richtung tödliche Gefahr, ohne dass er es wahrscheinlich wahrgenommen hat. Im November 1575 beschloss Kurfürst August von Sachsen, der Onkel von Anna, seine zu dieser Zeit auf Schloss Beilstein ebenfalls unter Hausarrest befindliche Nichte, die „Hure des Schöffen“, zurück nach Sachsen zu holen, um sie dort auf Dauer zu „vermauern“, das heißt in vermauerte und vergitterte Gemächer einzusperren.
Und um der „Fama“ mit Annas Liebhaber endgültig ein Ende zu bereiten und dadurch auch noch die Möglichkeit zu haben, an Annas Witwenversorgung zu kommen, sollte Jan Rubens entführt werden, um ihn „an heimliche ennde“ zu bringen. So lautete die Direktive von Kurfürst August an seinen Rat Erich von Berlepsch. Aus nicht bekannten Gründen wurden die Anweisungen jedoch nicht realisiert.
Unter diesen Umständen wurden zwei Kinder geboren. 1574 kam Philip zur Welt, und am 28. Juni 1577 wurde ein Kind geboren, das den Namen Rubens in aller Welt bis auf den heutigen Tag bekannt machen sollte: Peter Paul Rubens. Der kleine Peter Paul war das sechste Kind seiner Eltern. Ein weiteres sollte vier Jahre später in Köln folgen.
Der größte Wunsch der Familie erfüllte sich endlich im Jahre 1578. Maria hatte erneut an den Prinzen von Oranien in die Niederlande geschrieben. Sie verwies darauf, dass ihr Mann – so wie Wilhelm selbst – wegen seiner Konfession die Niederlande habe verlassen müssen, dass er von vornehmer Herkunft sowie hochqualifiziert sei und sein Amt als Schöffe mit Lob und Ehre ausgefüllt habe („met lov en eer het ambt von schepen heeft vervuld“).
Wilhelm gestattete den Wegzug aus Siegen und die Aufhebung des Hausarrestes. Seine zweite Frau, Jans Ex-Freundin Anna von Sachsen, war 1577 verstorben, Wilhelm selbst seit 1575 geschieden und wiederverheiratet. Jan musste sich aber zur Verfügung halten und durfte sich mit seiner Familie nicht in der Nähe von Wilhelm von Oranien niederlassen.

## Wieder in Köln
So zog die Familie Rubens im Sommer 1578 wieder nach Köln, zehn Jahre nachdem sie zuerst dort angelangt war und sieben Jahre, nachdem Jan inhaftiert wurde. Es ist anzunehmen, dass die Kontakte zur Flüchtlingsszene in Köln über die sieben Jahre Abwesenheit nie verloren gegangen waren und so war Jan schon im November 1578 Pate bei einer kalvinistischen Taufe.
Zunächst wohnte die Familie im Ronsfelder Hof an der Breitenstraße. Jan durfte wieder arbeiten und betreute in erster Linie die Interessen von Flüchtlingen aus den Niederlanden, zu denen sich neuerdings auch Katholiken gesellten.
Peter Paul Rubens beschrieb später die Zeit in Köln als schön. Die Zeiten waren aber nach wie vor hart. 1580 starben die Tochter Clara und Marias Vater. 1581 gebar Maria den Sohn Bartholomäus, der bald nach der Taufe starb. 1583 starb auch der 16-jährige Sohn Hendrik.
Plünderungen und Zerstörungen durch die andauernden Kriegswirren in den Niederlanden raubten der Familie einige ihrer letzten Güter, so dass Maria sich erneut hilfesuchend an Graf Johann wandte.
Dieser konnte und musste wahrscheinlich auch nicht eingreifen, denn Maria machte im Oktober 1581 eine Erbschaft von ihrem verstorbenen Vater. Eine weitere Erbschaft folgte 1583. Dennoch musste sich die Familie fortgesetzt Geld leihen und „Tag und Nacht arbeiten“ (Maria).
Eine schwere Krise zog noch einmal heran, als Jan Rubens mehrfach aufgefordert wurde, sich zur Regelung von Erbschaftsangelegenheiten im Zusammenhang mit seiner unehelichen Tochter Christine von Diez wieder in Siegen einzufinden, offenbar dauerhaft. Hinter diesem Betreiben stand der hessische Landgraf Wilhelm. Dieser fungierte, als Johann VI. sich in den Niederlanden befand, als Verwalter von Nassau-Dillenburg und war dafür bekannt, immer eine strenge Bestrafung von Jan und Anna gefordert zu haben.
Maria verfasste mehrere verzweifelte Briefe an Johann VI. und bat ihn eindringlich, nicht auf dieser Vorladung zu bestehen:

„Gnädiger Herr! (…) Um des Leibes unseres gemeinsamen Herrn Jesu Christi willen (…) bitten wir, in Köln bleiben zu dürfen. Wir sind so arm und haben eine schwere Last zu tragen, dass wir Tag und Nacht arbeiten müssen, um nur einigermaßen leben zu können. (…) Ew. Gnaden sollten bedenken, wie oft mein Gatte den Tod geschmeckt hat (…) All diese Angst und diese Not gegen die Neige unserer Tage, während unsere Kinder heranwachsen, sind nicht zu ertragen. Ihre sehr demütige und betrübte Dienerin, Marie Rubens.“

Auch Rubens selbst schrieb unablässig nach Siegen.
Johann gab nach und Jan konnte in Köln bleiben. Allerdings kostete das die Familie die Hälfte der Kaution sowie eine hohe „Verwaltungsgebühr“. Diesen „Deal“ (Geld gegen Freiheit) hatte Jan insgeheim mit den nassauischen Räten ausgehandelt und bat diese darum, es seine Frau nicht erfahren zu lassen.
Außerdem sollte Rubens sich auch noch in Flandern wegen Steuerschulden melden.
1583 zog Rubens mit Frau und Kindern in die Sternengasse 10, ein „Zum Raben“ genanntes Haus der Kölner Altstadt. Maria „Maayken“ Pypelinckx eröffnete hier ein Gemüsegeschäft und betrieb eine kleine Pension.

## Tod
Jan Rubens starb am 1. März 1587.
Die Tatsache, dass er an einer prominenten Stelle in der katholischen Kirche St. Peter begraben wurde und nicht auf dem für die Kalvinisten eingerichteten Geusenfriedhof außerhalb der Stadtmauern, wird als Beleg dafür angesehen, dass er wieder zum Katholizismus konvertiert war. Die durch eine Konversion mögliche nachhaltige Sicherung seiner Aufenthalts- und Arbeitserlaubnis im katholischen Köln dürfte ebenfalls dafür sprechen. Auch die beiden in Köln geborenen Kinder wurden in der Kirche St. Peter getauft.
Aus einem Briefwechsel von Jan Rubens mit dem niederländischen Adligen Charles de Croy lässt sich schließen, dass Jan im Jahre 1580 noch in wohlhabenden kalvinistischen Kreisen verkehrte, aber spätestens im März 1583 wieder dem Katholizismus zugeneigt war.
Maria zog noch 1587 mit den verbliebenen Kindern nach Antwerpen, wo sie 1608 starb.
Sie ließ eine Inschrift auf der heute nicht mehr erhaltenen Grabplatte ihres Mannes anbringen. Darauf stand unter anderem, sie hätten „in herzlichem Einvernehmen ohne jegliche Probleme“ zusammen gelebt:

„concorditer sine ulla querela“

## Nachkommen
Mit Maria Pypelinckx:
- Jan-Baptist (* 1562 Antwerpen)
- Blandina (* 1564 Antwerpen)
- Clara (* 1565–1580 Antwerpen)
- Hendrik (1567–1583 Antwerpen)
- Philip (1574–1611 Siegen-Antwerpen)
- Peter Paul (1577–1640 Siegen-Antwerpen)
- Bartholomäus (* 1581 Köln)

Mit Anna von Sachsen:
- Christine (1571–1638)

### Monographien
- Femke Deen: Anna van Saksen. Verstoten bruid van Willem van Oranje. Atlas Contact, Amsterdam 2018. ISBN 978-90-450-2472-1.
- Ingrun Mann: Anna of Saxony. The Scarlet Lady of Orange. Winged Hussar Publishing, Point Pleasant, New Jersey 2016. ISBN 978-0-9963657-2-7.
- Hans-Joachim Böttcher: Anna Prinzessin von Sachsen 1544–1577 – Eine Lebenstragödie, Dresdner Buchverlag, Dresden 2013, ISBN 978-3-941757-39-4.
- Rosine De Dijn: Liebe, Last und Leidenschaft. Frauen im Leben von Rubens. DVA, Stuttgart und München 2002. (Titel behandelt Jan und Peter Paul Rubens.)
- Klaus Vetter: Wilhelm von Oranien. Akademie-Verlag, Berlin 1987.

### Zeitschriftenaufsätze
- Jens Friedhoff: Städtischer Adelshof und „festes Schloß“. In: Siegerland Band 76 Heft 1/1999. S. 49–66.
- Gustav Siebel: Die adeligen Burgsitze in Siegen. In: Siegerland Band 65 Heft 3–4/1988. S. 85–92.
- Hans-Jürgen Pletz-Krehahn: Die Gefangennahme des Dr. Jan Rubens. In: Heimatjahrbuch für das Land an der Dill 1981. S. 186–188.
- Hans-Jürgen Pletz-Krehahn: Rubenskerker und Rubenszelle in Dillenburg. In: Heimatjahrbuch für das Land an der Dill 1981. S. 197–201.
- Hans-Jürgen Pletz-Krehahn: Ein Beitrag zur Schreibweise der Namen Rubens und Pypelinck. In: Heimatjahrbuch für das Land an der Dill 1981. S. 213–216.
- Gustav Siebel: Rubens’ Geburtshaus. In: Siegerland Band 57 Heft 1/1980. S. 22–23.
- Hans-Jürgen Pletz: Peter Paul Rubens und das Land an der Dill. In: Heimatjahrbuch für den Dillkreis 1977. S. 183–188.
- Hans-Jürgen Pletz: Warum wurde Peter Paul Rubens in Siegen geboren. In: Siegerland Band 54 Heft 1–2/1977. S. 12–14.
- Ilse-Marie Barton: Maria Rubens. In: Siegerland Band 54 Heft 5–6/1977. S. 190–191.
- Robert van Roosbroeck: Der Schöffe Jan Rubens. In: Siegerland Band 53 Heft 34/1976. S. 60–68.
- Hans Kruse: Wilhelm von Oranien und Anna von Sachsen. Eine fürstliche Ehetragödie des 16. Jahrhunderts. In: Nassauische Annalen, 54, 1934, S. 1–134.
- August Spieß: Eine Episode aus dem Leben der Eltern P. P. Rubens. In: Nassauische Annalen, 12, 1873, S. 265–285.

### Andere Quellen
- Friedhelm Menk: Peter Paul Rubens. Sein Geburtshaus in Siegen. Siegerlandmuseum. Unveröffentlichte Denkschrift. Siegen o. J. (zwischen 1978 und 1993).